# Подница
По̀дницата (също и подник, поница) или црѐпна (црепѝя, чѝрепня, черепня) е кръгъл глинен плосък съд, с диаметър от 20 до 55 cm, дебелина на дъното 3 – 5 cm, и с ниски (около 10 cm) вертикални стени, подобно на тепсия (тава). Заедно с връшника (глинен съд за похлупване на подницата) се зарива в жарта на огнището. Използва се в балканската кухня за печене на хляб и различни видове храни от месо или зеленчуци, преди да се наложат съвременните готварски печки с фурни.

## Mитологични представи
Подницата, освен че има важно битово предназначение, заема и особено място в народните представи. Приписват ѝ се свръхестествени възможности, свързани с предназначението ѝ в нея да се пече хляб; представата за хляба като свещен се свързва и с подницата. Непосредственият ѝ досег с огъня и огнището допълнително ѝ придава свръхестествени качества.
Представата за значимостта на подницата се отразява в специалния режим за изработването ѝ. В много райони на България то става единствено призори на празника Еремия. На митологично-обредно ниво при изработването на подници става прехвърляне на плодоносещата функция на змията върху подницата.
Смята се, че змия не влиза в къща с подница. Според народните вярвания, ако хала успее да вземе подница или дори само парче от подница, с него тя може да убие змея, който пази от градушки посевите на селото. Затова подница никога не трябва да се оставя на двора на открито, дори да е счупена, а особено когато гърми.

## Битова употреба
Приготвените в подница храни стават много вкусни, макар че времето за приготвяне е сравнително голямо.
Преди ползване подникът се поставя на огнището, за да се нагрее от огъня (на места около огнището се поставят изправени по няколко подника.) Когато се нагрее достатъчно, се премества настрани от силния огън. В него се слага печивото, и се захлупва отгоре с връшник – нисък тенекиен (в по-стари времена също глинен) конус с диаметър колкото подника, с дръжка на върха и задигнат ръб.
Загрятата подница се поставя върху жар, след това се захлупва с връшника, като върху него се насипват жар и гореща пепел и се изчаква, докато печивото стане готово. При поставянето на загрятата подница върху жарта трябва да се внимава много, тъй като нагорещена е много чуплива и най-малкият удар може да я спука.
При някои ястия връшникът се залепва с тесто (приготвено от брашно и вода), като по този начин се получава херметизиране и ястието става по-бързо и изключително вкусно.
В „Етнография на България“ известният български изследовател Христо Вакарелски пише, че подниците и връшниците се замесват на деня на закрилника от влечугите свети Иеремия (1 май). По подобие на змийското тяло, жените усукват омесената глина на шнурове и ги налепват един върху друг, след което ги обмазват, за да се получи цилиндричен съд, който след това изсушават. Традиционно подницата и връшникът, пак според Вакарелски, са се използвали в Северозападна България до средата на 20 век, когато масово навлизат готварските печки. В Североизточна България в битовата традиция се е ползвал само връшникът (от глина или дебела метална плоча), но само от бедни семейства. В този край на българските земи във всяка къща е имало пещ (пещник), дори и в самата къща, а често и една малка, извън къщата. Най-добрите „подничари“ са били в с. Долно Камарци, Софийско, а последният човек, който е можел да ги прави е бил дядо Кольо Заяка. Сега почти не са останали здрави подници, но някои хора са издирили по мазета и тавани последните образци и са сътворили в двора си своего рода етнографски музей. В този дух „повлече крак“ Хаджи Цонко, чийто прадеди се основатели на селото, което някога се е наричало в тяхна чест Младеново Камарци. Хаджията събира предмети от бита, възстановява ги и ги аранжира добре в двора и по дуварите на китната си къща.